# オリー、シド、ミリー
オリー、シド、ミリー（英語：Olly, Sid and Millie）は2000年シドニーオリンピックのマスコット。マシュー・ハッタン（Matthew Hattan）とジョゼフ・セケレス（Jozef Szekeres）によって設計された。

## キャラクター
オリー
誕生日：1992年7月19日、8歳。
ワライカワセミ。友情や多文化主義やフェローシップのシンボル。オリーの名は「オリンピック」に由来する。
シド
誕生日：1993年2月12日、7歳
カモノハシ。競争心やスポーツの力やスポーツ選手の激励のシンボル。シドの名は「シドニー」に由来する。
ミリー
誕生日：1994年5月20日、6歳
ハリモグラ。現代女性や知恵や創造性のシンボル。ミリーの名は「ミレニアム」に由来する。